# Massimiliano Oldoini
Massimiliano Oldoini (La Spezia, 23 marzo 1969) è un allenatore di pallacanestro italiano.

## Carriera

### Club
Storico assistente di Pino Sacripanti con il quale ha lavorato dal 2009 al 2013 alla JuveCaserta, dal 2013 al 2015 con Cantù e dal 2015 al 2018 alla Scandone Avellino, oltre che con l'Italia under 20 dal 2007 al 2012.
Oldoini ha ricoperto il ruolo di capo allenatore della Fortitudo Bologna nella stagione 2006-2007 subentrando all'esonerato Ergin Ataman.
Nell'estate 2018 viene scelto come Capo Allenatore della Juvecaserta per ripartire dopo il periodo di inattività del club a livello senior
A dicembre 2020 firma un contratto come capo allenatore per il team del Nuovo Basket Olginate militante nel campionato nazionale LNP (B) girone B2.

### Nazionale
Oltre che con squadre di club, Oldoini ha nel suo curriculum collaborazioni con le squadre nazionali, dal 2004 prima con l'incarico di assistente allenatore della formazione Under 20 e poi nel periodo 2004-05 come assistente allenatore della Nazionale Universitaria.

## Palmarès
In qualità di assistente allenatore della Montepaschi Siena ha vinto la Coppa Saporta nel 2002. Nel 2002-03 e 2003-04 ha conquistato le Final Four di Eurolega. Nel 2003-04 ha vinto lo scudetto di serie A e nel 2004-05 la Supercoppa italiana.
Nelle squadre giovanili ha vinto sei scudetti con Cadetti, Juniores e Under 20 dal 2001 al 2005.

## Statistiche
Statistiche carriera in massima serie.
| Squadra           | Stagione  | P  | V | S | %V   | Risultato stagionale |
| ----------------- | --------- | -- | - | - | ---- | -------------------- |
| Fortitudo Bologna | 2006-2007 | 10 | 2 | 8 | .200 | 13º posto            |
| Carriera          | Carriera  | 10 | 2 | 8 | .200 |                      |